# Релігія у Швеції
Релігія в Швеції 

Релігія в Швеції (швед. Religion i Sverige) — сукупність релігійних переконань, свобода на сповідування яких закріплена для громадян Швеції в Конституції країни.

## Історія
До XI століття шведи сповідували норвезьке язичництво, поклоніння богам Асам, з центром у храмі в Уппсалі. Форма і розташування цього храму не документована, але він згадується в скандинавських Сагах і у Саксона Граматика в «Діянні данів» («Gesta Danorum»), а також описується Адамом Бременським. Ймовірно, язичницький храм (капище) було знищене королем Інгольдом (Інге I Старший) у 1087 році під час останньої відомої битви між язичниками й християнами.
Хоча скандинавської міфології як окремої релігії не існувало після християнізації Скандинавії, віри в багатьох міфологічних істот, таких як Ніссе (швед. Tomte, "tomtar"), тролів і гномів, що жили довгий час у скандинавському фольклорі.
З 2009 року існує невелике число практикуючих німецьких неоязичників (некомерційні організації), що відновили релігію і звичаї норвезького язичництва (швед. Forn Sed "Old Custom", Nordisk Sed "Nordic Custom"), в тому числі шведське язичництво (швед. Samfundet Forn Sed Sverige, Samfälligheten för Nordisk Sed). У Швеції є також представники буддизму та бахаїзму.

## Християнство
Християнство прийшло на територію Швеції в X столітті завдяки просвітницькій діяльності святителя Ансґарія, котрий охрестив перших шведів.

### Католицтво
Католицтво існує у Швеції від часів християнізації Європи. Присутні представники як римо-католиків, так і греко-католиків. Загальна кількість їх понад 50 тисяч осіб, 2 % населення.

### Православ'я
Святий Ансґарій, котрий приніс у Швецію перші насіння християнства. Його постать та святі діла вшановують нероздільно шведські церкви — католицька, православна та лютеранська.
Зараз чисельність православних вірян підрахована в країні до 94 тисячі осіб, що становить близько 1 % населення Швеції. Значну частину складають серби, греки, румуни, росіяни. Є невеликі громади православних фінів, естонців, грузинів.

### Протестантизм
- Більша частина населення країни належить до Євангелічної лютеранської церкви Швеції, хоча спостерігається тенденція до зниження офіційних членів цієї християнської деномінації протестантів. Виникла у середньовіччя з середовища Католицької Церкви.

- Але є і представники деномінації Свідків Єгови, є 22418 активних членів у Швеції (дані — 2010 року)[8].

## Іслам
За даними експертів на момент 2010 року у Швеції проживають від 250 до 450 тисяч мусульман, 4 % населення. Мечеті побудовані в багатьох великих містах країни.

## Юдаїзм
За даними експертів на момент 2010 рік у Швеції проживало понад 18 тисяч євреїв. Але варто зауважити різницю між євреями як національне походження серед юдеїв за віросповіданням, та євреїв сповідувачів інших релігій та атеїзму (відповідно Галахи). Отже, не кожен єврей сповідує юдаїзм.

## Інше
Деякі дослідження показали, що Швеція є однією з найбільш атеїстичних країн світу.
- Громадяни Швеції, котрі вірять у єдиного Господа Бога — 18 %;
- громадяни Швеції, котрі вірять у існування різних духів та «життєву силу» — 45 %;
- громадяни Швеції, котрі не вірять в жодну з попередніх концепцій — 34 %[10][11].

## Галерея

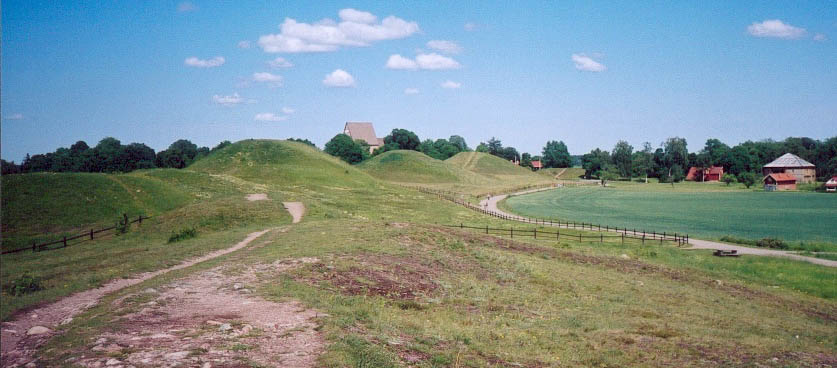
Гамла Уппсала, місце язичницького поклоніння до XI століття
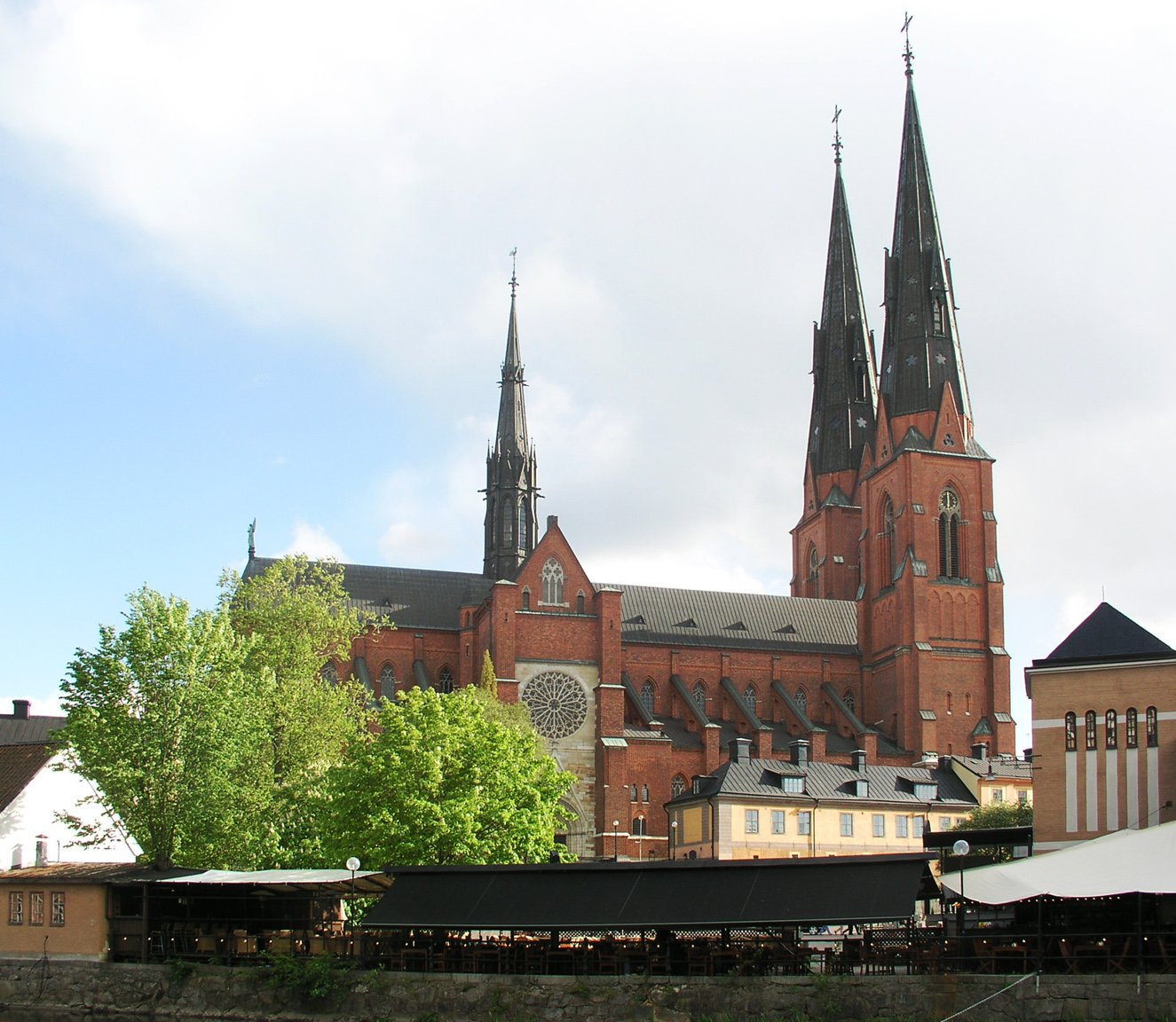
Собор в місті Уппсала
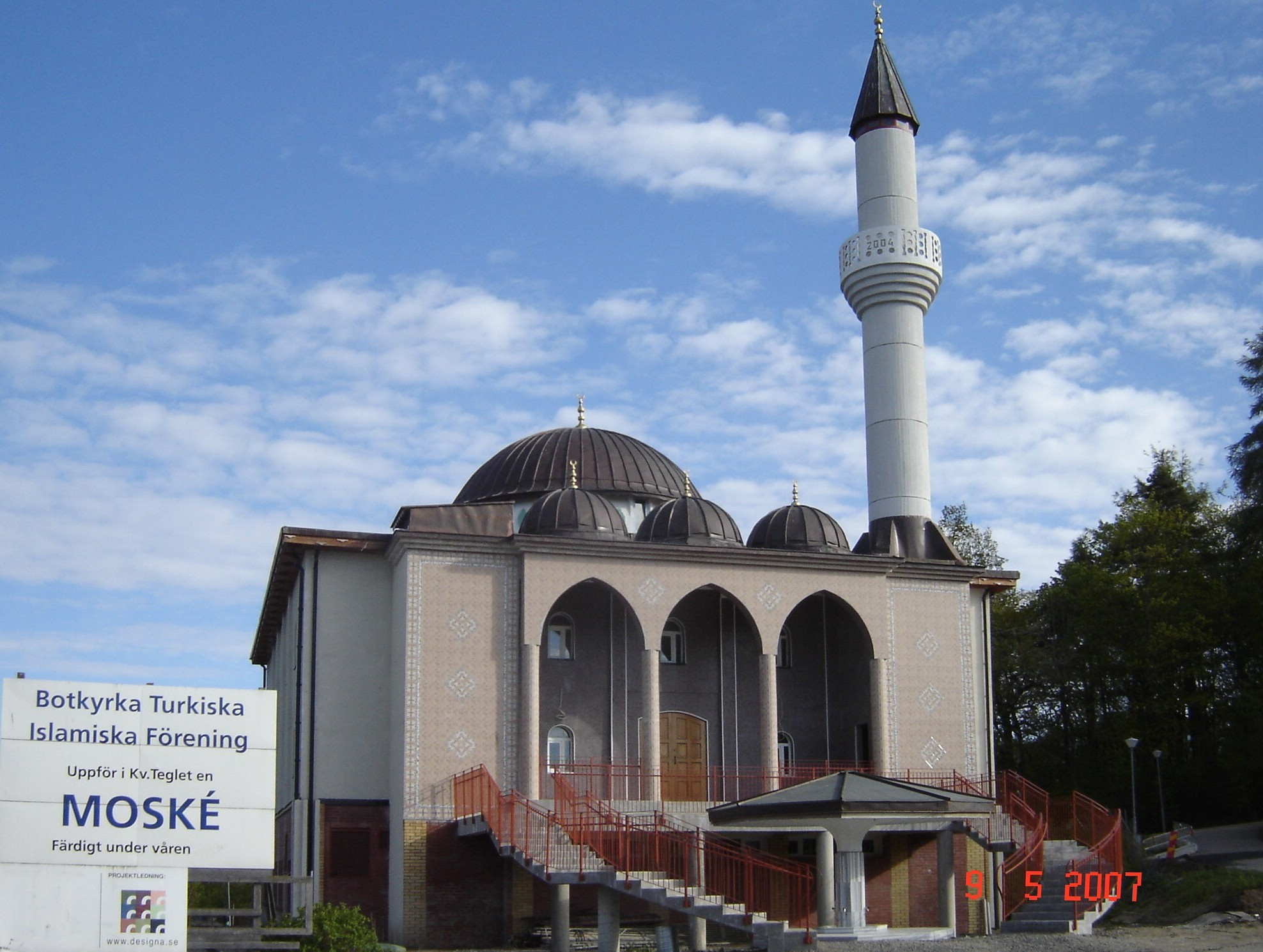
Мечеть у Фітт'є